# Bachelor of Science
Bachelor of Science (latinsky Baccalaureus Scientiae, ve zkratce BS, B.S., BSc či B.Sc., příp. z lat. Scientiae Baccalaureus někdy též ve zkratce SB, S.B. apod.) je titul bakalářského stupně (bachelor's degree) typický pro anglosaský svět. Bachelor of Science obvykle stojí v určitém kontrastu s titulem Bachelor of Arts. Titul Bachelor of Science bývá většinou udělován v oblastech vědy, která je více či méně spjata s matematikou, typicky se jedná o přírodní vědy, technické vědy apod., nicméně různé univerzity či vysoké školy ve světě však mají různé konvence, tradice a zvyklosti, udílen tak může být příp. i v odlišných oblastech vědy. Získat jej lze v řadě zemí světa, např. ve Spojeném království, Spojených státech amerických nebo v Německu.
Krom Bachelor of Science (BS), což je kvalifikace úrovně Bachelor's degree, zná anglosaský systém ještě druhou podobu titulu, a to with Honors (často zkracováno jako BS (Hons), BSc (Hons) apod.), což je kvalifikace úrovně Honours degree. Tento „honorovaný bakalář“, Honours degree, lze zpravidla získat po ukončení klasického bakalářského studia (Bachelor's degree), většinou tříletého, následovaného roční nástavbou, přičemž součástí tohoto ročního „honorovaného“ studia je často výzkum v konkrétním oboru a závěrečná práce, která mívá většinou požadován větší rozsah než bakalářská práce. BSc (Hons) tedy může být získán jako stupeň bakalářského studia se specializací.
Pod Science se obvykle v anglosaském světě rozumí spíše uvedené oblasti vědy (lze se setkat s překladem bakalář věd, pod Arts pak mohou být zahrnovány spíše ty humanitní vědy a společenské vědy). Tento stupeň kvalifikace (titul), BS, je udělován po úspěšném dokončení vysoké školy, obdobně jako je tomu v Česku. V Česku je obvyklým ekvivalentem bakalářský studijní program (blíže ISCED), tedy může se zde jednat o bakaláře (zkratka Bc.).
V různých částech světa se dnes užívá různý zápis a pravopis zkratek titulu, např. ve Spojených státech amerických se tyto zkratky píší především s tečkami, zatímco ve Spojeném království, Kanadě, Austrálii či na Novém Zélandu se často zkracuje bez teček, v jiných částech světa (např. Afrika) se zvyklosti mohou opět různit. Na školách ve světě nebo na zahraničních vysokých školách v Česku, či na jejich pobočkách, může být možné tento titul také získat a příp. jej v Česku i uznat (tzv. nostrifikovat). Držitel této kvalifikace (BS) může případně dále studovat v magisterském studiu. Držitel kvalifikace BS (Hons.) může též případně usilovat i o doktorát (Ph.D.).
Studium ve světě vedoucí k získání Bachelor of Science může být obvykle tříleté až čtyřleté jako tomu bývá u bakalářského studia v případě Česka (podobně tomu bývá např. v Austrálii, Rakousku, Belgii, Dánsku, Estonsku apod.), v určitých částech světa v některých případech nicméně může být takovéto bakalářské studium i standardně delší (např. Brazílie, Venezuela, Kuba, Chile apod.).
Bachelor of Science (BS) spolu s Bachelor of Arts (BA) jsou základní pregraduální stupně vysokoškolského studia (undergraduate degree), typicky ve Spojených státech amerických, získání Bachelor of Science může tedy eventuálně později následovat též získání Master of Science (MS), respektive obdobně Master of Arts (MA). Pokud se zkratky těchto titulů užívají, píší se za jménem odděleny čárkou. Akademické tituly této kvalifikace – bakalářské (i ty magisterské), se však ve světě běžně neužívají, resp. nepíší, běžně tak bývají užívány až tituly vyšší – doktorské (akademicko-vědecké, tj. Ph.D., DSc apod.).